# ام/وی بارفلور
ام/وی بارفلور (به انگلیسی: M/V Barfleur) یک کشتی است که طول آن ۱۵۸٫۷ متر (۵۲۰٫۷ فوت) می‌باشد. این کشتی در سال ۱۹۹۱ ساخته شد.